# The Stage Hand
The Stage Hand é um curta-metragem mudo norte-americano de 1920, do gênero comédia, com o ator cômico Oliver Hardy.

## Elenco
- Larry Semon
- Lucille Carlisle
- Frank Alexander
- Thelma Percy
- Al Thompson
- William Hauber
- Jack Duffy
- Frank Hayes
- Oliver Hardy - (não credidado)